# 일리리아 왕국
일리리아 왕국은 1816년부터 1849년까지 오스트리아 제국의 왕국이었다. 제6차 연정 전쟁에서 오스트리아에 정복된 나폴레옹의 후계국 일리리아주와 빈 회의의 최종법에 따라 설립되었다. 일리리아 왕국의 행정 중심지는 공식적으로 류블랴나에 있었다.
1848년 혁명에 따라 왕국은 해산되어 카르니올라, 케른텐, 오스트리아 해안 지대의 오스트리아의 왕관령으로 분할되었다.

## 지리
프랑스의 일리리아주는 카르니올라와 서부("상부") 케른텐 뿐만 아니라 고리치아 그라디스카 후백국, 트리에스테 및 이스트리아 반도의 아드리아 영토로 구성되었다.

## 역사
1813년까지 이 영토는 프랑스 일리리아주의 일부였다. 그해 8월 오스트리아는 프랑스를 상대로 제6차 연정 전쟁에 참가하였다. 펠트제우그마이스터 크리스토프 폰 라트테르만가 지휘하는 오스트리아군이 일리리아 지방을 침공했다. 라트르만은 1813년 9월에 아직 정규 왕관령으로 조직되지 않은 오스트리아 영토를 새로 정복한 '일리리아'의 임시 민군 총독으로 임명되었다.

## 통치자 목록
- 1816~1817년: 베른하르트 안톤 마리아 빈첸츠, 프라이헤르 폰 로세티 추 로제넥
- 1817~1818년: 카를 그라프 초텍 폰 초트코프
- 1818~1823년: 안토니오 스피겔펠트
- 1823~1835년: 알폰소 가브리엘레 포르시아 왕자
- 1835~1841년: 요제프 폰 바인가르텐
- 1841~1847년 : 프란츠 폰 슈타디온
- 1847~1848년 : 줄러이 페렌츠
- 1848~1849년: 로베르토 알그라비오 디 살람
- 1849년: 요제프 벤젤 리터 폰 슈탄다이스키 소장
- 1849년 : 프란츠 빔펜

## 같이 보기
- 일리리아
- Illyrian movement

## 참고 문헌
- Costa, Heinrich (1855). “Biographie des k. k. Civil- und Militär- Gouverneurs Freiherrn von Lattermann”. 《Mittheilungen des historischen Vereins für Krain》 10: 5–7.
- Haas, Arthur G. (1963). 《Metternich, Reorganization and Nationality, 1813–1818: A Story of Foresight and Frustration in the Rebuilding of the Austrian Empire》. Wiesbaden: Franz Steiner Verlag. ISBN 9783515009980.
- Siemann, Wolfram (2019). 《Metternich: Strategist and Visionary》. Cambridge: Harvard University Press.